# Бей (округ, Флорида)
Шаблон:StateAbbr_ 30°14′ пн. ш. 85°38′ зх. д. / 30.24° пн. ш. 85.63° зх. д.
Бей (англ. Bay County) — округ (графство) на північному заході штату Флорида. Центр — місто Панама-Сіті.
Площа округу становить 1978 км².
Населення округу — 168852 особи (2010; 164767 в 2009).

## Населені пункти
В склад округу входять 7 міст (сіті).
Міста
| Місто           | Населення, осіб | Рік  |
| --------------- | --------------- | ---- |
| Келловей        | 14233           | 2000 |
| Лінн-Гейвен     | 12451           | 2000 |
| Мексико-Біч     | 1017            | 2000 |
| Панама-Сіті     | 36417           | 2000 |
| Панама-Сіті-Біч | 12018           | 2010 |
| Паркер          | 4623            | 2000 |
| Спрінгфілд      | 8810            | 2000 |

## Історія
Округ був виділений з округу Вашингтон в 1913 році.

## Демографія
За даними перепису 2000 року загальне населення округу становило 148217 осіб, зокрема міського населення було 132240, а сільського — 15977. Серед мешканців округу чоловіків було 73406, а жінок — 74811. В окрузі було 59597 домогосподарств, 40480 родин, які мешкали в 78435 будинках. Середній розмір родини становив 2,92.
Віковий розподіл населення поданий у таблиці:
| Стать    | До 15 років | 15-21 | 22-29 | 30-39 | 40-49 | 50-65 | 65-85 | Понад 85 |
| -------- | ----------- | ----- | ----- | ----- | ----- | ----- | ----- | -------- |
| Чоловіки | 15124       | 7094  | 7678  | 11509 | 11365 | 11962 | 8124  | 550      |
| Жінки    | 14289       | 6647  | 7314  | 11173 | 11655 | 12590 | 9942  | 1201     |

## Суміжні округи
- Вашингтон — північ
- Джексон північний схід
- Калгун — схід
- Галф — південний схід
- Волтон — захід

## Галерея

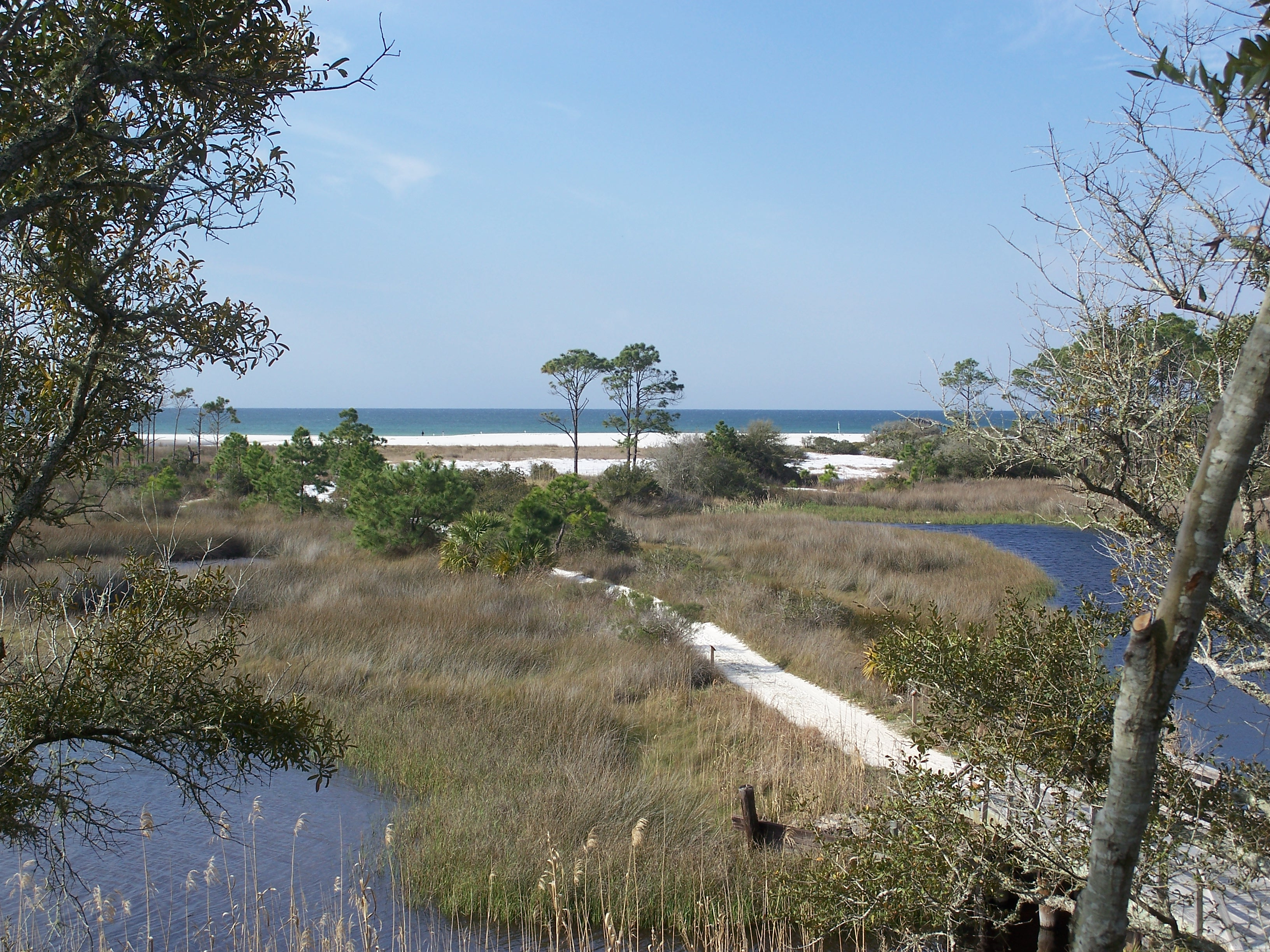
Національний парк Кемп-Гелен
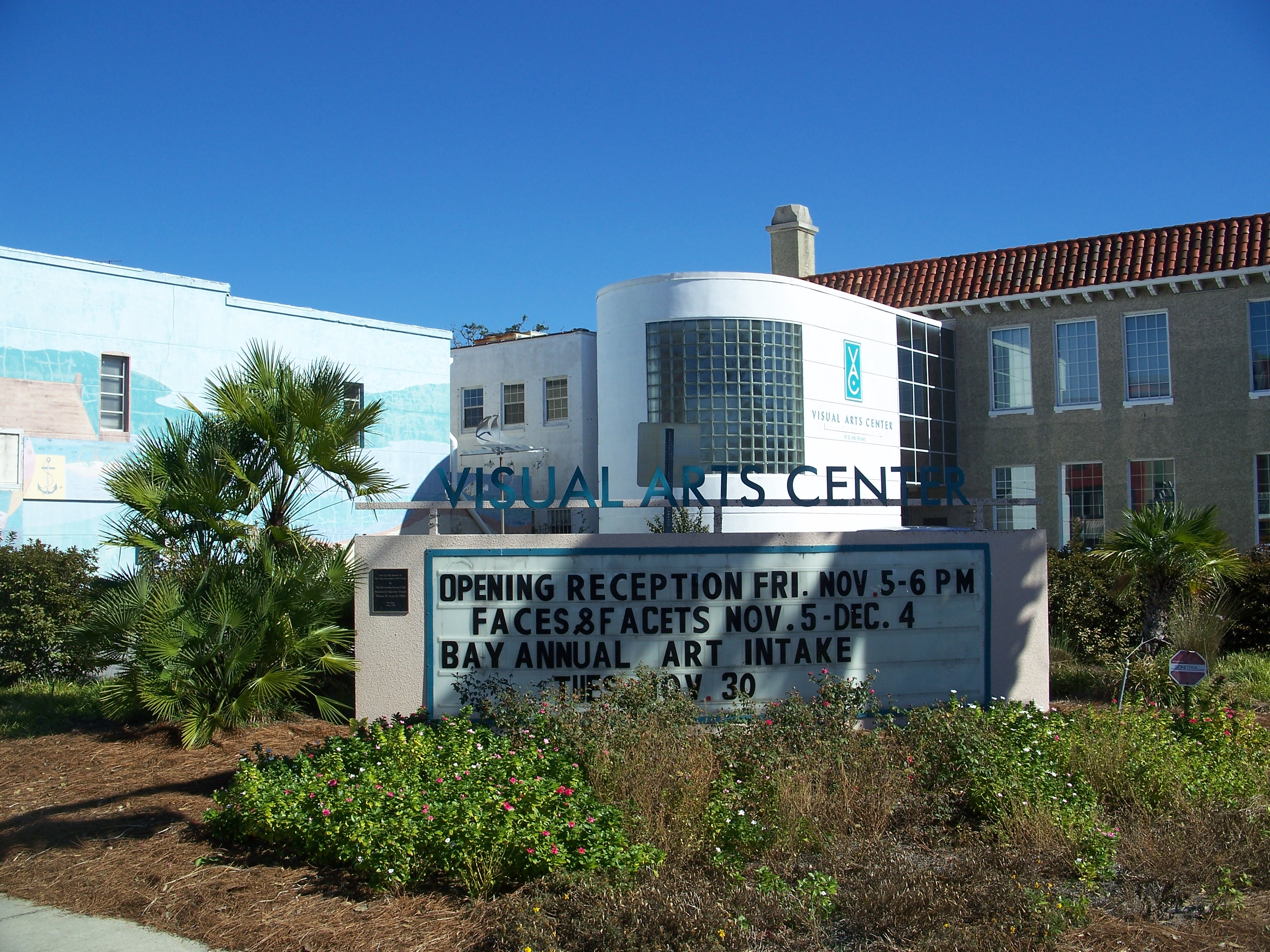
Артцентр в Панама-Сіті
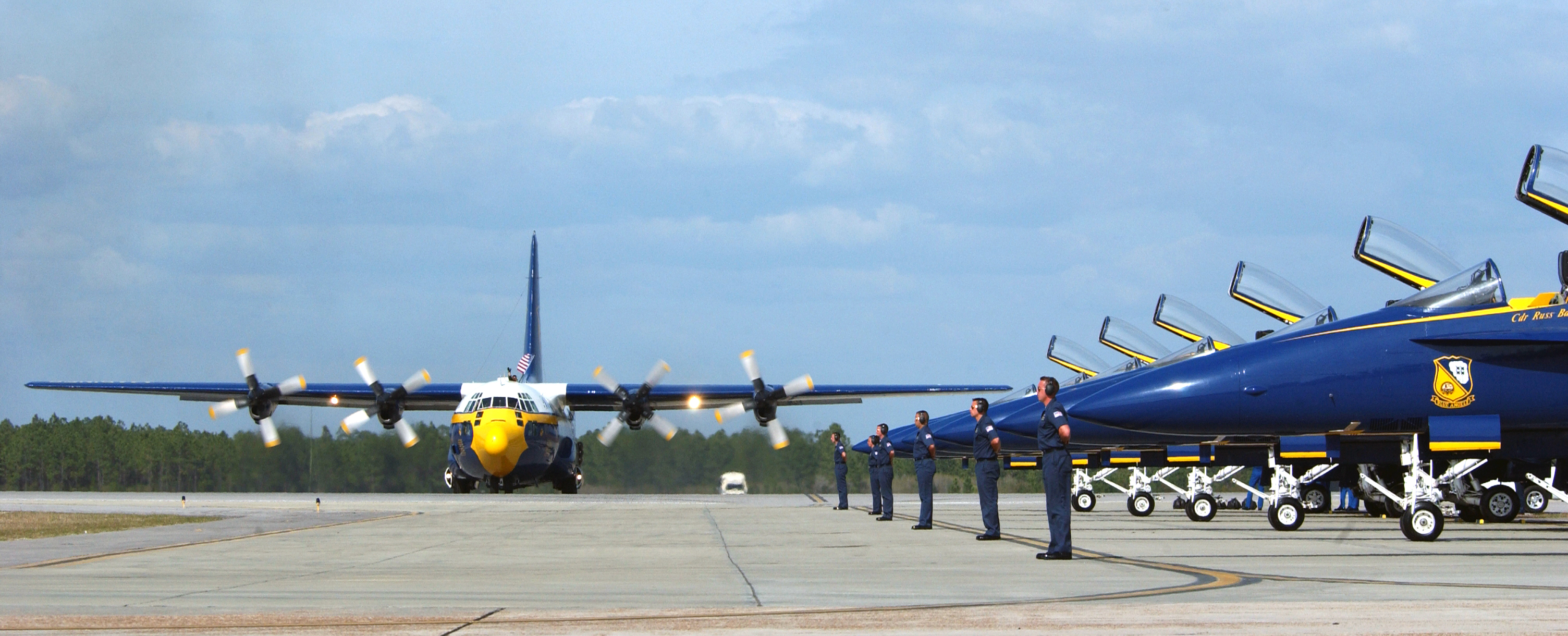
Авіабаза Тінделл